# Ta, která přetrvá
Ta, která přetrvá (v anglickém originále That Which Survives) je sedmnáctý díl třetí řady seriálu Star Trek. Premiéra epizody v USA proběhla 24. ledna 1969, v České republice 4. července 2003.

## Příběh
USS Enterprise (NCC-1701), vlajková loď Spojené federace planet, pod vedením kapitána Jamese T. Kirka objevuje velice mladou planetu jejíž věk odhaduje vědecký důstojník Spock na pouhých pár tisíc let, velikostí odpovídá měsíci, ale váhou Zemi, což je nelogické. Zvláštností je i dýchatelná atmosféra, která by se neměla za tak krátkou dobu existence vytvořit.
Součástí výsadku je kapitán Kirk, kormidelník Hikaru Sulu, Dr. Leonard McCoy a geologický expert Diamato. Na lodi přebírá velení pan Spock. Když začne transportní proces, objevuje se náhle v místnosti cizí žena a chce výsadek zastavit, když se jí to nedaří, dotkne se obsluhy transportéru a mladík umírá. V ten stejný moment zmítají celou lodí silné turbulence. Když se výsadek zhmotní na planetě, zažije silné zemětřesení. Spojení s Enterprise nefunguje a pan Sulu z trikordéru zjišťuje, že loď už není na oběžné dráze. Pan Spock nechává zjistit, co se stalo a zjišťuje, že Enterprise byla odhozena neznámou silou téměř o tisíc světelných let od planety a nařizuje Scottymu návrat na původní pozici maximálním warpem. Na planetě zatím výsadek hledá vodu, ale marně. Celá planeta neobsahuje ani žádná zvířata nebo floru, kterou by bylo možné pozřít bez rizika otravy. Při průzkumu se Diamato setkává znovu s neznámou ženou, která jej dobře zná. O chvilku později nachází ostatní Diamata mrtvého. Stejná žena zabíjí na Enterprise inženýra 4. třídy, opět pouhým dotykem. Spock nechává vyhlásit bezpečnostní poplach, ale žádný vetřelec na lodi není nalezen. Ošetřovna konstatuje stejnou příčinu smrti jako u obsluhy transportéru, tedy totální zhroucení buněk. Záhy se porouchá zařízení, které při přetížení warp jádra má zamezit sloučení hmoty s antihmotou a loď začne svévolně zrychlovat. Scott odhaduje, že lodi i posádce tak zbývá asi 14 minut života.
Na planetě se opět objevuje cizí žena a chce se tentokrát "pouze dotknout" pana Sulu. Když kormidelník přivolá ostatní, žena má očividně problém projít přes kapitána a i když se jej dotkne, nic se nestane. Záhy žena opět zmizí neznámo kam. Výsadku je zřejmé, že vždy se zjeví a může dotykem zabít pouze jednoho určitého člena a dohodnou se, že ostatní jej musí bránit. Scotty se na lodi snaží opravit závadu, což vyžaduje zásah u magnetického pole warp jádra. Pokud by ohrozil magnetické pole, bude jej nutné z průchodu vystřelit do vesmíru i s warp jádrem, což jej dosti znervózňuje při práci. Krom toho mu pan Spock s naprostou přesností hlásí zbývající čas do destrukce. Na planetě si žena přišla tentokrát pro kapitána Kirka. Sulu a McCoy jí brání dojít ke kapitánovi. V průběhu jejího snažení se dozvídají, že se jmenuje Losira a je velitelkou stanice. Působí dosti zmateně a když se nemůže Kirka dotknout, opět mizí. Výsadku se daří záhy najít cestu do zmiňované stanice. Na lodi na poslední moment zvládne Scotty změnit polaritu magnetického pole a Enterprise se tak dostává zpět na bezpečnou warp rychlost. Zatím na planetě výsadek ve stanici potkává opět Losiru, která nejprve nechce říci pro koho přišla. Když prozradí, že opět pro Kirka, Sulu s McCoy jej brání, ale záhy se objevuje její kopie, jejímž cílem je McCoy a následně další, která si jde pro pana Sulu. Je zřejmé, že jde o produkty počítače na druhé straně místnosti, který se tak snaží bránit vetřelcům, ale nemohou se přes ženy k němu dostat. V místnosti se ale objevuje pan Spock a zničí počítač na poslední chvíli. Všichni jsou svědky záznamu, který nahrála pravá Losira, když byla ještě naživu. Uvádí, že jejich stanici na této planetě napadl neznámý virus a než dorazí další lodě s pomocí, bude mrtvá i ona. Proto nastavuje počítač na obranu před jinými druhy, než jsou její lidé. Kirk poznamenává, že šlo o výjimečnou ženu, protože počítač zkopíroval kromě její podoby i její city a proto při každém zjevení působila zmateně, protože věděla, že vražda není správná. McCoy dodává, že šlo také o krásnou ženu, ale Spock oponuje tím, že krása je pomíjivá, zato musela být vysoce inteligentní.
Před odchodem na Enterprise Kirk opravuje pana Spocka, že krása je ta, která přetrvá.